# 沖縄振興審議会
沖縄振興審議会（おきなわしんこうしんぎかい）とは内閣府の審議会等で、沖縄振興特別措置法に基づいて設置された機関である。会長は高橋進。

## 概要
沖縄振興審議会は、沖縄の振興に関する重要事項につき、内閣総理大臣に対し意見を申し出ることができるとされている。2021年8月23日付けの意見具申がなされている。

## 委員構成
- 沖縄県知事
- 沖縄県議会議長
- 沖縄の市町村長を代表する者
- 沖縄の市町村の議会の議長を代表する者
- 学識経験のある者